# Jiménez (departement)
Jiménez is een departement in de Argentijnse provincie Santiago del Estero. Het departement (Spaans:  departamento) heeft een oppervlakte van 4.832 km² en telt 13.170 inwoners.

## Plaatsen in departement Jiménez
- El Arenal
- El Bobadal
- El Charco
- Gramilla
- Pozo Hondo